# Río Nilahue
El río Nilahue es un curso de agua natural que fluye en la comuna de Lago Ranco para desembocar en el lago Ranco.

## Trayecto
El río Nilahue tiene su origen en el complejo volcánico Puyehue-Cordón Caulle, y fluye a lo largo del muro occidental del valle glaciar-tectónico que ocupa la Falla Liquiñe-Ofqui.[cita requerida]
El mapa de Valdivia-Osorno de Luis Risopatrón publicado en 1910, contiene un grave error al representar al río Nilahue como emisario de un lago Señoret.

## Caudal y régimen
La cuenca hidrográfica del río recibe las aguas tanto de lluvia y del derretimiento de la nieve en la meseta del Cordón Caulle. La estación fluviométrica del río en Mallay, ubicada unos 8 km aguas arriba de su desembocadura en el lago Ranco a 80 m s. n. m., muestra en sus mediciones un régimen pluvio–nival, con crecidas en invierno y en menor medida en primavera, producto de lluvias invernales y deshielos primaverales. En años lluviosos los mayores caudales ocurren entre mayo y julio debido a importantes lluvias invernales. Hacia los meses de primavera los caudales disminuyen, para luego mostrar un aumento en noviembre y diciembre, producto de los aportes nivales. En años secos los mayores caudales también se producen por aportes pluviales, entre junio y agosto, mientras que los menores ocurren entre diciembre y mayo.: 45 

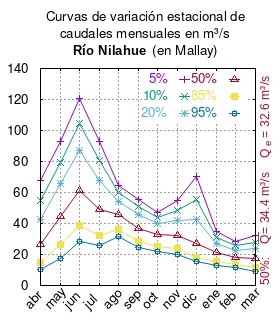
Curvas de variación estacional del río Nilahue en Mallay.

El caudal del río (en un lugar fijo) varía en el tiempo, por lo que existen varias formas de representarlo. Una de ellas son las curvas de variación estacional que, tras largos periodos de mediciones, predicen estadísticamente el caudal mínimo que lleva el río con una probabilidad dada, llamada probabilidad de excedencia. La curva de color rojo ocre (con {\displaystyle {\color {Red}\vartriangle }}) muestra los caudales mensuales con probabilidad de excedencia de un 50%. Esto quiere decir que ese mes se han medido igual cantidad de caudales mayores que caudales menores a esa cantidad. Eso es la mediana (estadística), que se denota Qe, de la serie de caudales de ese mes. La media (estadística) es el promedio matemático de los caudales de ese mes y se denota {\displaystyle {\overline {Q}}}. 
Una vez calculados para cada mes, ambos valores son calculados para todo el año y pueden ser leídos en la columna vertical al lado derecho del diagrama. El significado de la probabilidad de excedencia del 5% es que, estadísticamente, el caudal es mayor solo una vez cada 20 años, el de 10% una vez cada 10 años, el de 20% una vez cada 5 años, el de 85% quince veces cada 16 años y la de 95% diecisiete veces cada 18 años. Dicho de otra forma, el 5% es el caudal de años extremadamente lluviosos, el 95% es el caudal de años extremadamente secos. De la estación de las crecidas puede deducirse si el caudal depende de las lluvias (mayo-julio) o del derretimiento de las nieves (septiembre-enero).

## Historia
Francisco Solano Asta-Buruaga y Cienfuegos escribió en 1899 en su obra póstuma Diccionario Geográfico de la República de Chile sobre el río:
Nilahue.-—Río del departamento de Vichuquén. Tiene sus fuentes en la falda del lado norte de la sierra ó rama de alturas que corre al O. por la inmediación de la margen derecha del Mataquito. Se forma primeramente de los riachuelos de Caune y los Coipos, después de cuya reunión se dirige hacia el N., atravesando casi por el centro su departamento hasta cerca de los términos boreales de éste, donde tuerce hacia el O. y va en seguida á morir en la laguna de Cahuil, sobre la costa del Pacífico al cabo de 90 á 95 kilómetros de curso medianamente lento y de limitado caudal, fuera de la estación del invierno, aunque recibe especialmente por su margen oriental derecha varias cortas corrientes de agua como las de Quiahue, Lolol, Pumanque, &c. Sus riberas constituyen, en fin, un valle feraz más ó menos ancho, rodeado á lo largo de serranía árida, pero no rebelde del todo á la agricultura. El nombro proviene talvez de nylan, abrirse, y de hue, lo que significaría parajes que se abren ó dan entrada ó salida.